# Перифант
Перифант је у грчкој митологији био древни атински краљ, још пре времена Кекропа, а који је настао без родитеља („аутохтоно“).

## Митологија
Био је чувен по својој побожности и праведности. Посебно је поштовао бога Аполона и заправо према неким изворима био његов свештеник, те захваљујући својим врлинама постао краљ. Народ му је због тога чак указивао божанске почасти, саградили су му храмове и називали га Зевсом Спасиоцем. То је разљутило правог Зевса и он је намерио да га убије муњом. Међутим, Аполон, захвалан због тога што му је краљ подигао бројна светилишта, замолио је Зевса да се смилује. Отац богова му је услишио молбу и уместо да убије Перифанта, претворио га је у орла и чак због побожности коју је Перифант показао, прогласио је ту птицу краљем свих птица и чуварем његовог скиптра, коме је било допуштено да борави крај Зевсовог престола. Перифантова супруга је замолила богове да и њу преобразе у птицу, како би била уз свог мужа и они су је претворили у морског орла. О Перифанту су писали Антонин Либерал и Овидије у „Метаморфозама“.

## Друге личности
- Ратник у војсци седморице против Тебе кога је убио Менекеј, Креонтов син.[3]
- Био је један од Тебанаца који су припремили заседу Тидеју пре него што је отпочео рат седморице против Тебе. Као и остале учеснике у том подухвату, Тидеј га је убио.[3]
- Син Арета и Лаобије који се, заједно са оцем и братом, прикључио Деријадету против Диониса у рату у Индији.[3]
- Према Аполодору, Пенелопин просилац из Закинтоса.[4]
- Према Хесиоду, човек из Калидоније, син краља Енеја и Алтеје, који је погинуо у борби против Курета.[3] Њега је поменуо и Антонин Либерал.[1]
- У Хомеровој „Илијади“, био је стари Енејин гласоноша, чији је лик био преузео Аполон, како би се обратио његовом господару. Овај Перифант је био Епитов син.[5]
- У Хомеровој „Илијади“ је поменут још један Перифант, Охесијев син из Етолије, кога је убио Ареј.[6]
- Према Диодору и Овидијевим „Метаморфозама“, био је један од Лапита који се борио против кентаура. Био је син Лапита (родоначелника племена) и Орсиноме, а са Астијагујом је имао сина Антиона.[7] Неки извори наводе да је Овидије помињао неког другог Лапита са истим именом.[1]
- Према Аполодору, један од Египтида, коме је мајка била Горго, а супруга Данаида Актеја.[8]
- Вергилије је у „Енејиди“ поменуо Грка који је имао учешћа у разарању Троје.[1]